# Bistreț
Bistreț es una comuna ubicada en el distrito de Dolj, Rumania.

## Superficie
Posee una superficie de 122,4 kilómetros cuadrados.

## Demografía
Hasta 2021 la población era de 4211 habitantes, con una densidad de población de 34,40 habitantes por kilómetro cuadrado.